# جيليان روز
جيليان روز (بالإنجليزية: Gillian Rose)‏ هي فيلسوفة ومؤلفة وكاتِبة بريطانية، ولدت في 20 سبتمبر 1947 في لندن في المملكة المتحدة، وتوفيت في 9 ديسمبر 1995 في كوفنتري في المملكة المتحدة بسبب سرطان المبيض.